# Seznam irskih boksarjev
Seznam irskih boksarjev.

## C
- Michael Carruth

## M
- Dave McAuley
- Kevin McBride
- Wayne McCullough
- Conor McGregor
- Barry McGuigan
- Jimmy McLarnin